# نظامیه (تربت حیدریه)
نظامیه (تربت حیدریه)، روستایی از توابع بخش جلگه‌رخ شهرستان تربت حیدریه در استان خراسان رضوی ایران است.

## جمعیت
این روستا در دهستان میان‌رخ قرار دارد و براساس سرشماری مرکز آمار ایران در سال ۱۳۸۵، جمعیت آن ۴۴۱ نفر (۱۰۵خانوار) بوده‌است.